# Matthew Antoine
Matthew Antoine, född den 2 april 1985 i Prairie du Chien, Wisconsin, är en amerikansk skeletonåkare.
Han tog OS-brons i skeleton i samband med de olympiska skeletontävlingarna 2014 i Sotji.